# Sperling (Band)
Sperling ist eine deutsche Post-Hardcore-Band aus dem Rhein-Hunsrück-Kreis. Sie wurde 2013 unter dem Namen Indianageflüster gegründet.

## Geschichte
2013 lernten sich Johannes Gauch, Josh Heitzer und Luca Gilles durch ein Projekt des SWR kennen und gründeten die Band Indianageflüster. 2015 suchte die Gruppe einen Bassisten und einen neuen Gitarristen. Dabei stießen die drei auf zwei Mitglieder der aufgelösten Band von Joshua Heitzer und nahmen Maximilian Berres sowie Malte Pink in die Band auf. Mit Veröffentlichung der ersten EP Pssst konnte die Band 2015 den Schülerband-Wettbewerb des WDR „Planet Rock“ und im Januar 2016 den SPH Bandcontest gewinnen.
2015 trat die Band erstmals beim Lott-Festival in der Nähe des kleinen Hunsrückortes Raversbeuren auf, das einige der Bandmitglieder schon als Kinder besucht hatten. Das erste Musikvideo erschien 2016 zu dem Song Lass sie in dem Glauben. 2017 folge die zweite EP Stille Post. Zudem wurde die Band 2017 in das Förderprogramm des PopCamps aufgenommen.
Im Herbst 2019 wurden verschiedene Lieder für das erste Album mit dem Produzenten Beray Habip im Toolhouse Studio in Rotenburg an der Fulda und in der Tresorfabrik in Duisburg sowie im Proberaum der Band aufgenommen. Die Veröffentlichung verzögerte sich allerdings, da die Band wegen ihres Bandnamens kritisiert wurde. Johannes Gauch zufolge entschied die Band schließlich „auch aufgrund ihres wachsenden linkspolitischen Bewusstseins“ ihren Namen zu ändern. Am 3. Mai 2020 wurde der neue Name Sperling bekannt.
Anfang 2020 lernte die Band Mirko Gläser, den Gründer von Uncle M Music, kennen. Man vereinbarte eine Zusammenarbeit. Zeitgleich wurde der Band bewusst, dass die Vorbereitungen für das Veröffentlichen des Debütalbums bisher nicht zufriedenstellend verlaufen waren, was die Veröffentlichung weiter verzögerte.
Die erste Single unter dem neuen Namen Sperling mit dem Titel Baumhaus wurde am 7. August 2020 veröffentlicht.
Das Debütalbum von Sperling mit dem Namen Zweifel wurde von dem Musikverlag Kick The Flame verlegt und erschien am 22. Januar 2021 bei Uncle M Music.
Der WDR zeigte in der Reihe Rockpalast OFFSTAGE 2021 ein einstündiges Konzert von Sperling aus den AbenteuerHallenKalk.
Am 6. August 2021 gab die Band über Social Media bekannt, dass sich Maximilian Berres von der Band trennt. Die Trennung erfolgte auf freundschaftlicher Basis.
Im Spätjahr 2021 wurde Sperling als eine von drei Bands für das unter anderem vom Land Rheinland-Pfalz unterstützte Förderprogramm pop rlp Masterclass, den Nachfolger von Rockbuster, aus verschiedenen Bewerbern ausgewählt.
Im November und Dezember 2022 war Sperling als Vorband bei Being as an Ocean in verschiedenen europäischen Städten auf Tour.
Nachdem die Band 2021 und 2022 mit Es Geht, Schnee und Angst bereits drei alleinstehende Lieder herausgebracht hatte, veröffentlichte sie im September 2023 mit Verlieren die erste Single ihres neuen Albums, welches mit der zweiten Single Die kleine Angst offiziell angekündigt wurde. Das Album mit dem Namen Menschen wie mir verzeiht man die Welt oder hasst sie wurde am 23. Februar 2024 veröffentlicht und beinhaltet Gastbeiträge von Joel Quartuccio (Being as an Ocean) und Mario Radetzky (Blackout Problems).

## Stil
Sperling sehen sich selbst zwischen Post-Hardcore und Indie angesiedelt. Als das Debütalbum erschien, wurden in der Fachpresse Vergleiche zu den Bands Heisskalt, Casper, Fjørt und La Dispute gezogen und der Stil von Sperling als ein Mix aus deren Musik bezeichnet. Eine Besonderheit der Band ist der Einsatz eines Cellos. Durch die unterschiedlichen musikalischen Vorlieben der Bandmitglieder finden sich in der Musik von Sperling Teile von Emo, Metalcore und Post-Hardcore, aber auch Elemente des Blues oder des Jazz. Sperling behandelt in ihren Texten insbesondere die Themen Depressionen, Ängste und Zweifel. Aber auch Trennung oder der Tod sind Teil der Texte. Maßgeblich beeinflusst werden die Themen durch die Arbeit als Altenpfleger von Rapper Johannes Gauch.

## Rezeption
Das Debütalbum wurde von der Fachpresse gelobt. Bei plattentests.de erhielt das Album Zweifel 7 von 10 Punkten.

„Sperling haben vielleicht das emotionalste Album der letzten Jahre veröffentlicht. Ohne Pathos, einfach eine junge Band, die uns an ihrem Seelenleben teilhaben lassen will. Schonungslos und ehrlich. Oft schwer und nur selten leicht. So wie das Leben oft einfach einmal ist.“

„Auch dieses Lied zeigt die Vielfältigkeit in der Musik von Sperling auf und unterstreicht ein rundum gelungenes Album, das so facettenreich und einzigartig ist, wie das Gefieder eines jeden Vogels.“

## Auszeichnungen
- 2015: Gewinner Planet Rock
- 2015: Gewinner SPH Bandcontest
- 2015: Bundespreisträger Treffen Junge Musik-Szene[22]
- 2016: Gewinner Rockbuster[23]

## Diskografie

### EPs
- 2015: Pssst
- 2017: Stille Post

### Singles
- 2020: Baumhaus
- 2020: Toter Winkel
- 2020: Mond
- 2020: Laut
- 2021: Es geht (mit Kind Kaputt und Marathonmann)[25]
- 2021: Schnee
- 2022: Angst
- 2023: Verlieren
- 2023: Die kleine Angst (mit Mario Radetzky von Blackout Problems)
- 2023: November
- 2024: Meer (mit Joel Quartuccio von Being as an Ocean)

### Alben
- 2021: Zweifel
- 2024:  Menschen wie mir verzeiht man die Welt oder hasst sie

### Gastbeiträge
- 2021: Delirium – Devil May Care
- 2021: STRG+C STRG+V – Flimmer
- 2022: Alle Kinder sind tot – Kochkraft durch KMA
- 2024: Neuanfang – Six Days of Calm